# Dorfkirche Blankenförde-Kakeldütt

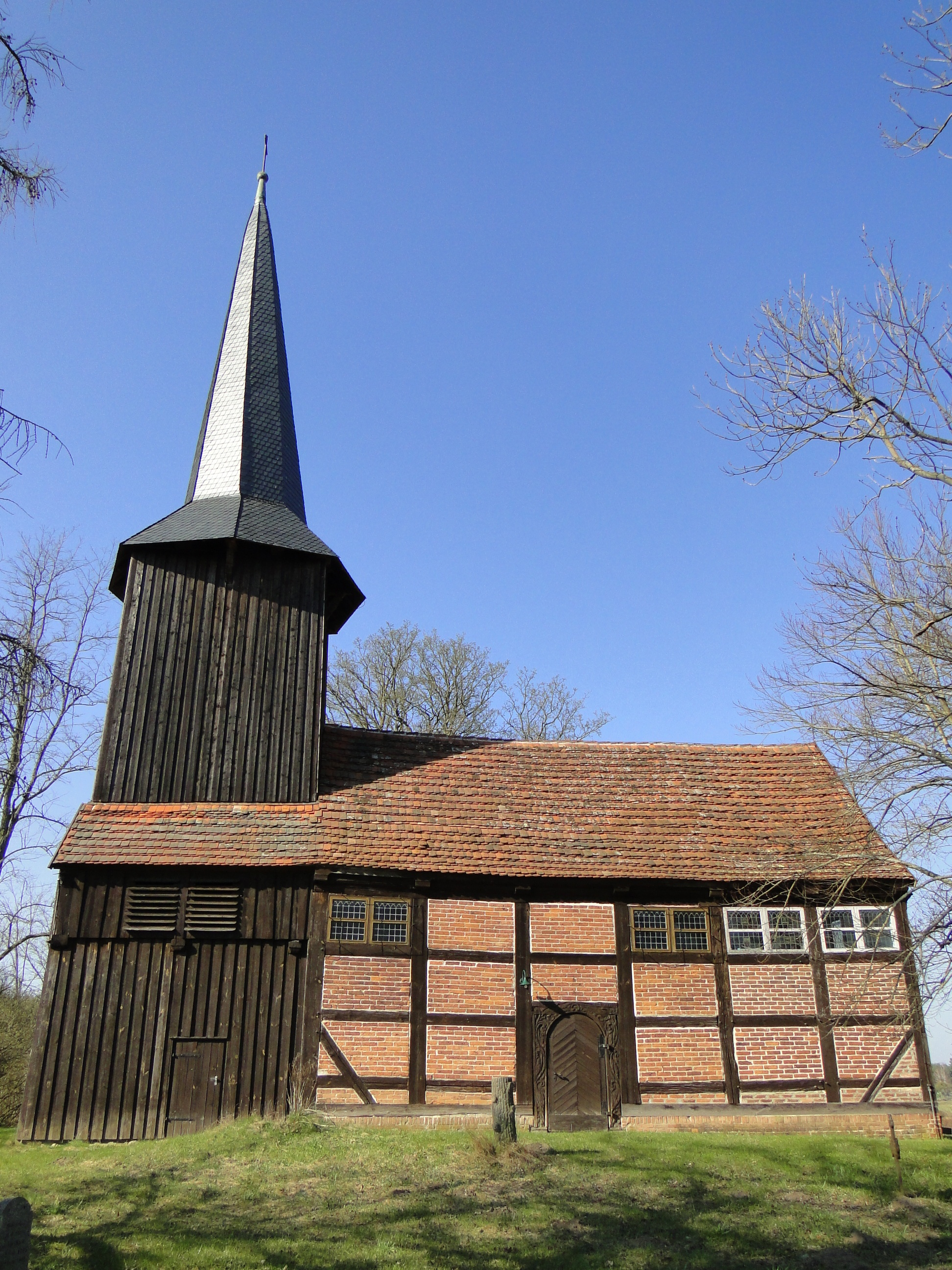
Dorfkirche Blankenförde-Kakeldütt

Die evangelische Dorfkirche Blankenförde-Kakeldütt ist eine Fachwerkkirche in Blankenförde-Kakeldütt (Stadt Mirow) im Landkreis Mecklenburgische Seenplatte in Mecklenburg-Vorpommern.

## Baugeschichte
Im Jahr 1702 wurde eine neue Fachwerkkirche gebaut, nachdem die alte Kirche St. Nicolai im Dreißigjährigen Krieg abgebrannt war. Der Kirchturm misst 27 Meter, besteht komplett aus Holz und ist mit Schiefer gedeckt. Im Turm befindet sich eine Glocke. Die Kirche hat keine Orgel.

## Ausstattung
An der Südwand der Kirche befindet sich ein aus Eichenholz gefertigtes Portal. Der Altar ist im flämischen Barockstil gehalten und trägt wie die Kanzel die Farben weiß und gold. Neben dem Altar befindet sich ein Ölgemälde, welches ursprünglich einen anderen Altar zieren sollte. In den gemalten Fensterscheiben, am Taufbecken und am Abendmahlsgeschirr sind die Namen der Stifter zu sehen. Die Patronatsloge befindet sich gegenüber der Kanzel. Als Sitzgelegenheit fungiert ein einfaches Kastengestühl aus der Zeit um 1702.

## Gemeinde
Die Dorfkirche Blankenförde-Kakeldütt gehört seit der Fusion der evangelisch-lutherischen Kirchengemeinde Schillersdorf mit der evangelisch-lutherischen Kirchengemeinde Wesenberg zur Kirchengemeinde Wesenberg.